# Colton Yellow Horn
Colton Yellow Horn, kanadski hokejist; * 5. maj 1987, Brocket, Alberta, Kanada.
Colton Yellow Horn je kanadski hokejist, ki igra na položaju levega krila za ekipo Orli Znojmo v ligi EBEL. 
Yellow Horn je začel hokej igrati v sezoni 2003/04, ko je v zahodnoameriški ligi WHL zastopal barve moštev Lethbridge Hurricanes in Tri-City Americans. V petih sezonah v ligi je stalno presegal mejo ene točke na tekmo. V sezoni 2007/08 je zadel 48 zadetkov, s čimer je osvojil naslov najboljšega strelca lige. Prav tako je s 97 točkami postal tretji najučinkovitejši igralec lige. Leta 2008 je bil izbran v prvo postavo zahodne All-Star selekcije lige WHL. Kljub zelo učinkoviti igri v napadu pa ga ni na NHL naboru izbrala nobena ekipa.
Tako je v sezoni 2008/09 postal profesionalec in odšel v Avstrijo k moštvu EC Red Bull Salzburg. Tam zaradi hude konkurence ni dobival veliko priložnosti, 28. januarja 2009 se je zato vrnil v Severno Ameriko. Pogodbo je podpisal z ECHL moštvom Elmira Jackals.
Yellow Horn ni nikoli zaigral za nobeno selekcijo kanadske reprezentance.

## Pregled kariere
Posodobljeno: 21. februar 2009
Odebeljeno - reprezentančni nastopi, glej tudi Statistika pri hokeju na ledu.
| Moštvo                | Liga            | Sezona |    | Redni del | Redni del | Redni del | Redni del | Redni del | Redni del |   | Končnica | Končnica | Končnica | Končnica | Končnica | Končnica |
| --------------------- | --------------- | ------ | -- | --------- | --------- | --------- | --------- | --------- | --------- | - | -------- | -------- | -------- | -------- | -------- | -------- |
| Moštvo                | Liga            | Sezona | OT | G         | P         | T         | +/-       | KM        | OT        | G | P        | T        | +/-      | KM       |          |          |
| Lethbridge Hurricanes | WHL             | 03/04  |    | 67        | 5         | 9         | 14        |           | 25        |   |          |          |          |          |          |          |
| Lethbridge Hurricanes | WHL             | 04/05  |    | 70        | 35        | 51        | 86        |           | 40        |   | 5        | 1        | 2        | 3        |          | 2        |
| Lethbridge Hurricanes | WHL             | 05/06  |    | 67        | 25        | 50        | 75        |           | 63        |   | 6        | 1        | 5        | 6        |          | 6        |
| Tri-City Americans    | WHL             | 06/07  |    | 59        | 40        | 37        | 77        |           | 57        |   | 6        | 1        | 2        | 3        |          | 6        |
| Tri-City Americans    | WHL             | 07/08  |    | 67        | 48        | 49        | 97        |           | 63        |   | 16       | 10       | 11       | 21       |          | 18       |
| EC Red Bull Salzburg  | Avstrijska liga | 08/09  |    | 11        | 1         | 2         | 3         | -1        | 2         |   |          |          |          |          |          |          |
| Elmira Jackals        | ECHL            | 08/09  |    |           |           |           |           |           |           |   |          |          |          |          |          |          |
| Skupaj                |                 |        |    | 341       | 154       | 198       | 352       | -1        | 250       |   | 33       | 13       | 20       | 33       |          | 32       |